# Igreja de Fässberg
A Igreja de Fässberg (em sueco: Fässbergs kyrka) é uma igreja luterana, localizada na cidade sueca de Mölndal.
Construída com tijolo vermelho em estilo gótico, foi inaugurada em 1887, e pertence à Diocese de Gotemburgo da Igreja da Suécia.

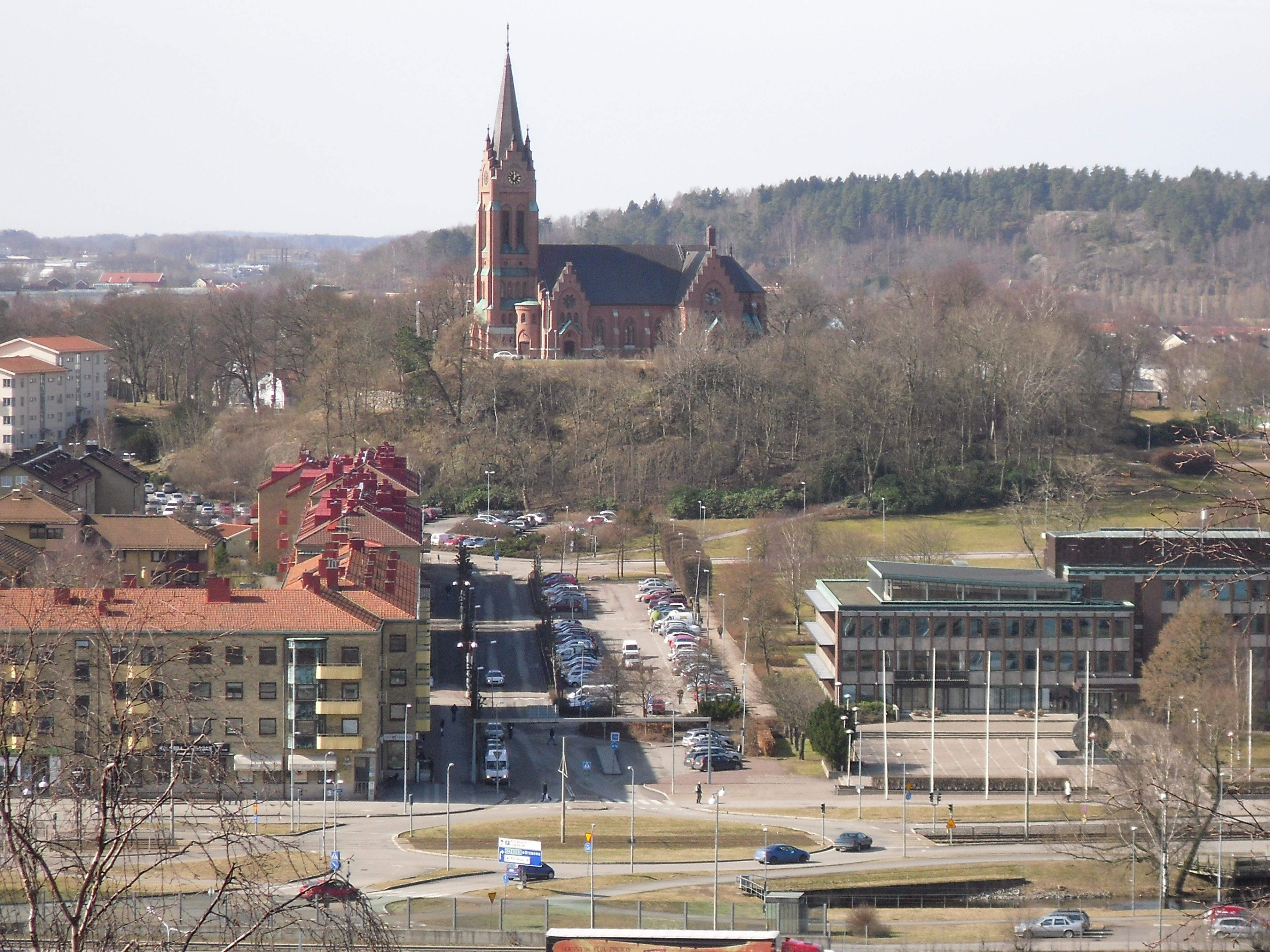
A igreja de Fässberg, no centro da cidade de Mölndal
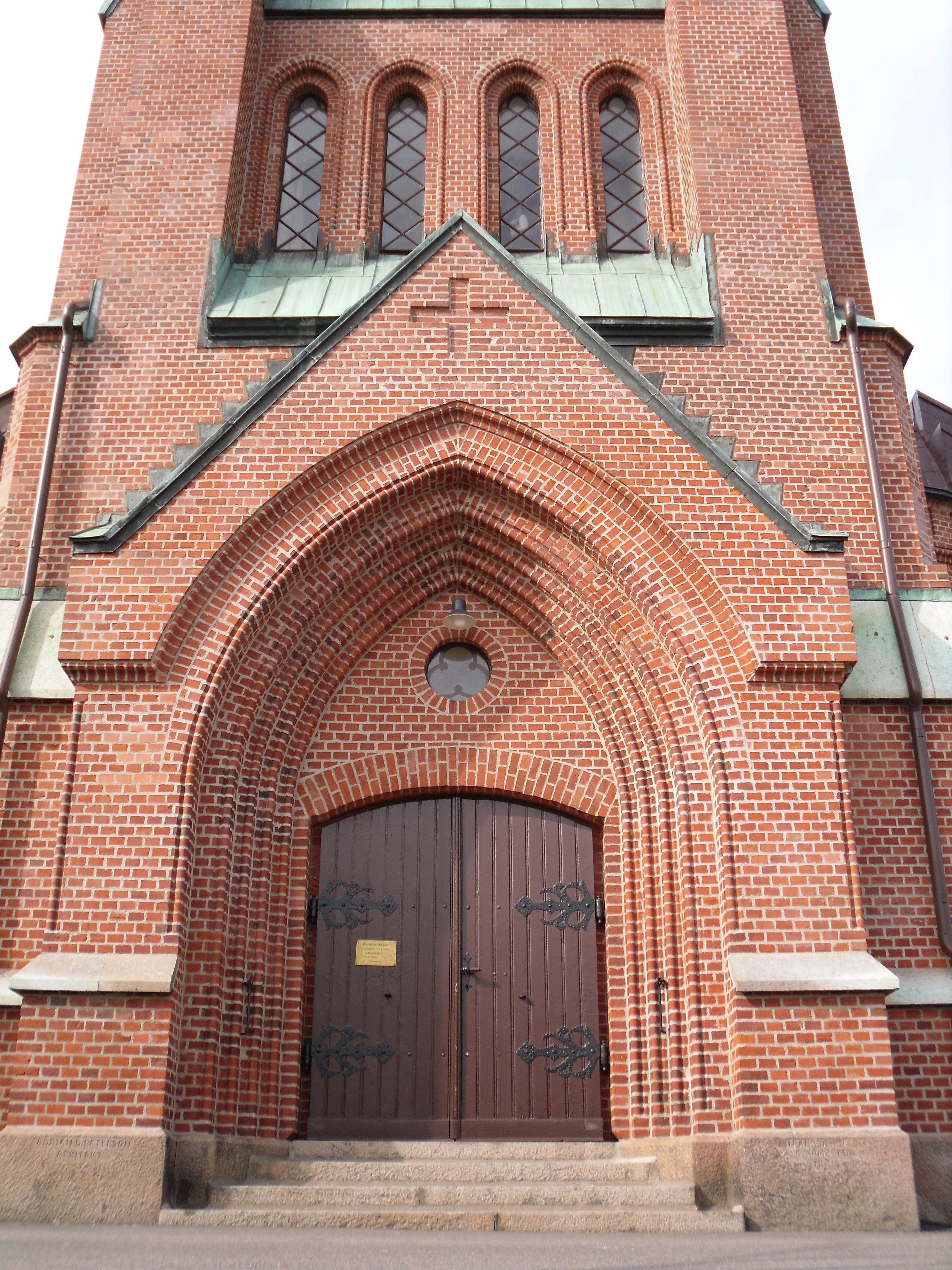
A porta principal da igreja